# Mông Ngao
Mông Ngao (chữ Hán: 蒙骜; ? - 240 TCN), Chiến Quốc sách còn ghi là Mông Ngạo (蒙傲), là danh tướng nước Tần cuối thời Chiến Quốc. Ông cùng với Vương Hột và Bào Công được xem là ba tướng lĩnh trọng yếu nhất đầu thời Tần Thủy Hoàng.

## Xuất thân
Mông Ngao, vốn là người nước Tề, sau qua Tần dưới thời Tần Chiêu Tương vương.

## Binh nghiệp
Thời kỳ ông phụng sự Tần Chiêu Tương vương, ông là thượng tướng quân của Tần, thay thế cho Bạch Khởi, còn thời Tần Hiếu Văn vương thì không được ghi chép lại.
Những ghi chép lịch sử cụ thể chỉ xuất hiện vào năm thứ nhất Tần Trang Tương vương (năm 249 TCN), Mông Ngao phụng mệnh làm tướng nước Tần, đưa quân đánh Hàn, lấy được những vùng đất quan trọng ở trung nguyên là Thành Cao, Huỳnh Dương, đặt làm quận Tam Xuyên khiến cương giới của Tần sát tận đô thành Đại Lương của Ngụy.
Năm thứ ba (247 TCN) đánh các vùng Du Thứ, Tân Thành, Lang Mạnh của nước Triệu, lấy được 37 thành; lại đánh chiếm trọng trấn Tấn Dương của Triệu, nhập lại đặt thành quận Thái Nguyên. Cùng năm đó, ông bị liên quân năm nước Hàn, Triệu, Ngụy, Sở, Yên dưới sự chỉ huy của Tín Lăng quân đánh bại tại Hà Ngoại, buộc phải rút quân về nước. Năm thứ ba Tần vương Chính (244 TCN), ông cất quân đánh Hàn, lấy được 13 thành; năm thứ 5 (242 TCN) đánh Ngụy, lấy 20 thành, đặt ra Đông Quận, khiến địa giới nước Tần tiếp giáp với Tề, hình thành thế bao vây ba mặt đối với Hàn, Ngụy. Ông lập được nhiều chiến công nên được Tần vương phong làm thượng khanh.
Năm thứ 7 Tần vương Chính (240 TCN), Mông Ngao phụng mệnh suất binh đánh Triệu, quân Tần chia làm hai cánh, cánh đầu do ông chỉ huy tiến đến phía bắc Thái Hành, đánh phá các ấp Long, Cô, Khánh Đô, cắt đứt liên hệ giữa Nhạn Môn, phía bắc đất Đại và khu vực xung quanh Hàm Đan, đề phòng Lý Mục tiến về phía nam cứu viện Hàm Đan. Cánh quân khác do em của Tần vương là Thành An quân Thành Kiệu (成蟜) soái lĩnh, dự kiến hành quân đến Đồn Lưu tại Thượng Đảng phía đông Thái Hành, trực tiếp uy hiếp đô thành Hàm Đan của nước Triệu, Bàng Noãn thấy vậy bèn phái binh mai phục trong rừng rậm dưới chân núi Thái Hành, ra hiệu thấy Mông Ngao đi qua liền bố trí cung thủ mai phục. Mông Ngao bị bắn chết, quân Tần lập tức đại bại.

## Hậu duệ
Con là Mông Vũ cùng các cháu Mông Điềm và Mông Nghị đều nối đời làm tướng nước Tần.